# Olly (cantante 2001)
Olly, pseudonimo di Federico Olivieri (Genova, 5 maggio 2001), è un cantautore e rapper italiano, vincitore del Festival di Sanremo 2025 con il brano Balorda nostalgia.

## Biografia

### Infanzia ed esordi
Nato nel 2001 a Genova e cresciuto nel quartiere della Foce, è figlio di un avvocato e una giudice. Appassionato di musica, ha deciso di iscriversi presso il Conservatorio Niccolò Paganini della sua città natale, dove ha studiato musica e canto. Dopo la maturità scientifica presso il liceo scientifico "Cassini", si è laureato in Economia e management d'impresa presso l'Università degli Studi di Milano. È profondamente legato a due sport: il rugby, dove era considerato una promessa e da dove viene il nome d'arte "Olly", e il calcio, di cui è un grande tifoso della Sampdoria.
La sua carriera musicale è iniziata nel 2016, quando ha formato il collettivo musicale Madmut Branco, con il quale ha pubblicato il suo primo progetto discografico, Piacere mixtape. Nel 2017 ha pubblicato il suo primo progetto da solista, l'EP Namaste, in collaborazione con il rapper Matsby, da cui è stato estratto il singolo Chiara Ferragni, in collaborazione con Alfa. Dopo alcuni anni di inattività, in cui si è trasferito nel Regno Unito per focalizzarsi sui suoi studi, dal 2018 ha ripreso a pubblicare musica in Italia.
Il 15 giugno 2018 ha pubblicato l'EP CRY4U, seguito il 27 settembre dal singolo Bla-Bla Car. L'anno successivo, nel 2019, ha pubblicato il singolo Bevi e partecipato al brano Black Room Posse, incluso nell'album dei producer Eames e FJLO. A maggio ha pubblicato il singolo Il primo amore, il suo primo successo da solista, che ha superato le 100 mila visualizzazioni su YouTube in una settimana. Il 30 ottobre 2020 ha annunciato l'uscita di Io sono, il suo terzo EP contenente sette tracce, da cui sono stati estratti i singoli Mai e poi mai e Winston Blue, pubblicato il successivo 6 novembre.
Nel 2021 ha pubblicato su Instagram una reinterpretazione del brano La notte di Arisa. Tale cover ha ottenuto particolare successo sulla piattaforma, tanto da essere successivamente pubblicata come singolo, intitolato La notte (RMX), in collaborazione con la stessa Arisa. Nella primavera dello stesso anno ha ottenuto il suo primo contratto discografico con l'etichetta Aleph Records per Metatron, distribuita da Epic Records per Sony Music. Nel mese di luglio è stato nominato come artista del mese nel programma MTV New Generation con il brano Lego, pubblicato il 28 maggio.

### 2022-2023: Festival di Sanremo 2023 eGira, il mondo gira

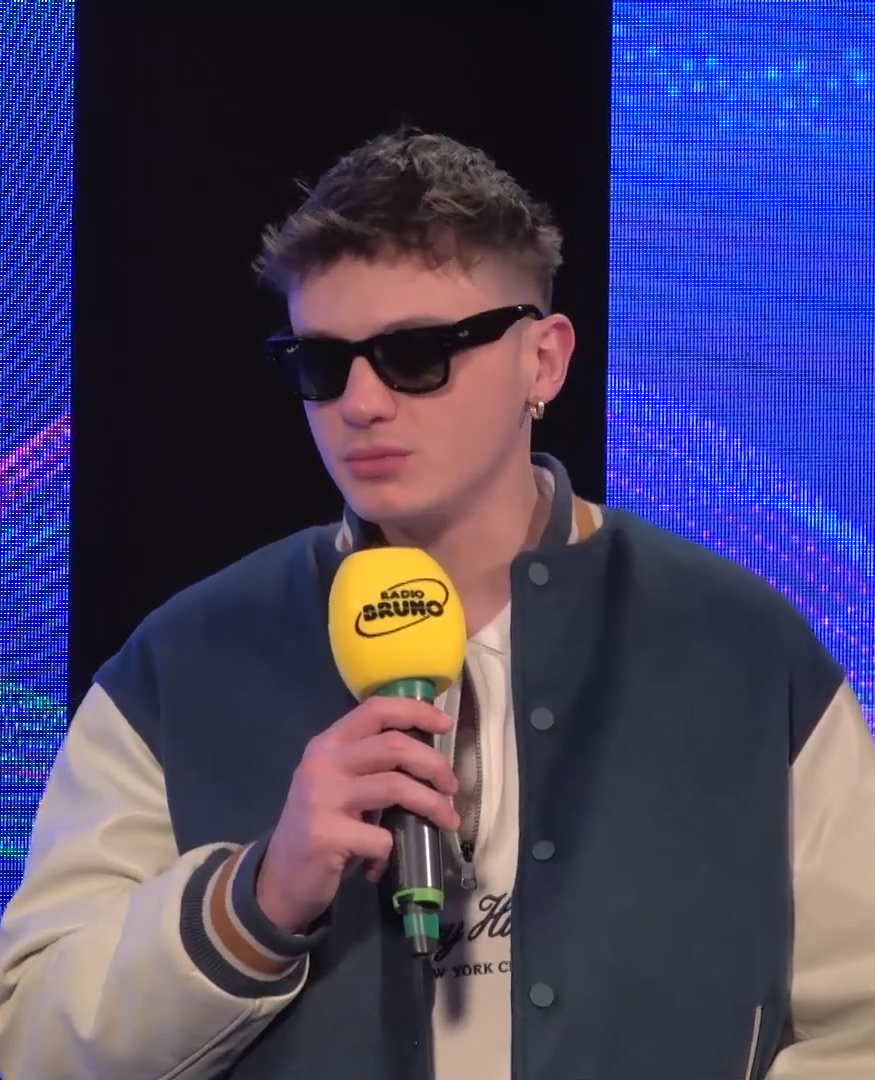
Olly nel febbraio 2023

Nel 2022, dopo essersi esibito al Goa-Boa Festival e aver aperto il concerto di Blanco al Porto antico di Genova, è stato confermato come uno fra i dodici artisti partecipanti della sedicesima edizione del concorso canoro Sanremo Giovani con il brano L'anima balla, risultando secondo e ottenendo quindi la possibilità di prendere parte al Festival di Sanremo 2023. Il 16 dicembre è uscito il suo quarto EP intitolato Il mondo gira.
Nel febbraio 2023 ha partecipato in gara al 73º Festival di Sanremo con il brano Polvere, classificandosi al ventiquattresimo posto al termine della manifestazione. Successivamente Polvere è stato certificato disco di platino dalla Federazione Industria Musicale Italiana. Il 10 febbraio ha pubblicato il suo primo album in studio Gira, il mondo gira, che ha poi raggiunto la tredicesima posizione della classifica FIMI Album ed è stato certificato platino per aver superato la soglia delle 50 000 unità vendute. Nel mese di aprile ha realizzato il suo primo tour indoor, intitolato Il mondo gira tour, suonando a Perugia, Roma e Milano. Dopo aver registrato il tutto esaurito in ogni data, ha iniziato il tour estivo visitando diverse città della penisola e portando dunque avanti il sodalizio artistico con il suo produttore Jvli.

### 2023-presente:Tutta vitae vittoria al Festival di Sanremo 2025

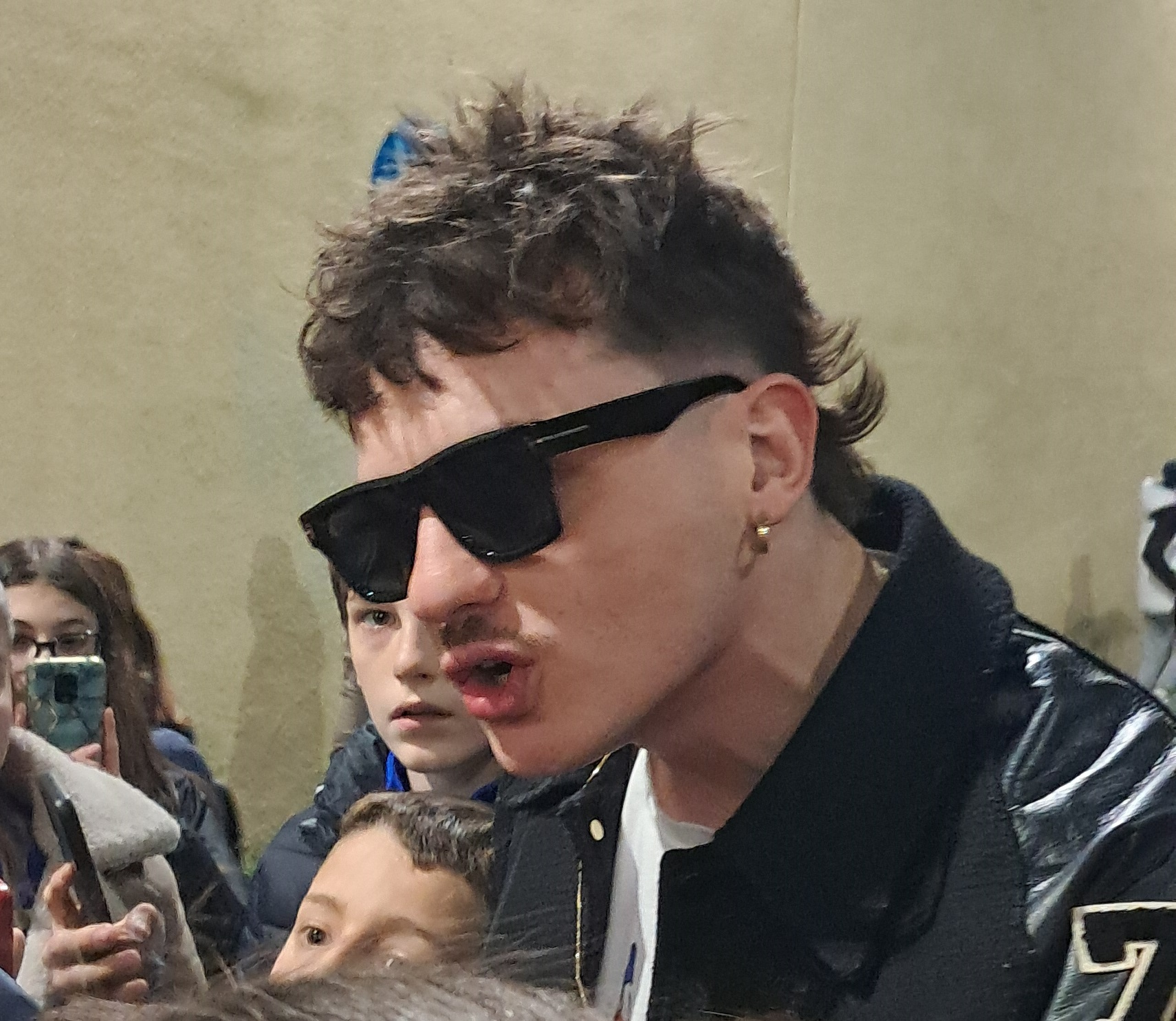
Olly nel marzo 2025

Il 3 novembre 2023 ha pubblicato il suo nuovo singolo A squarciagola, interpretato dal vivo nella sua unica data invernale al Fabrique di Milano il 10 dicembre seguente. L'8 marzo 2024 è uscito il brano Devastante, che ha raggiunto la decima posizione della classifica Top Singoli ed è stato certificato triplo platino dalla FIMI. Nel mese di giugno ha collaborato con Emma e Jvli per il singolo Ho voglia di te, che ha poi raggiunto la ventesima posizione della classifica italiana ed è stato certificato platino.
Il 6 settembre ha pubblicato il brano Per due come noi, in collaborazione con Angelina Mango e Jvli, che ha poi raggiunto la vetta della hit parade ed è stato certificato doppio platino. Il 25 ottobre ha pubblicato il suo secondo LP Tutta vita, contenente i singoli A squarciagola, Devastante e Per due come noi. L'album ha poi raggiunto la vetta della classifica FIMI Album, in seguito certificato quadruplo disco di platino per aver superato la soglia delle 200 000 unità vendute. Dal 28 novembre al 22 dicembre si è tenuta la prima parte della tournée Lo rifarò, lo rifaremo tour, nei club italiani che ha poi registrato il tutto esaurito. Il 6 dicembre è stato pubblicato il singolo Quei ricordi là come quarto estratto del secondo disco, in seguito certificato disco d'oro.
Nel febbraio del 2025 ha partecipato per la seconda volta in gara al 75º Festival di Sanremo, presentando l'inedito Balorda nostalgia, poi diventata la seconda canzone dell'artista a raggiungere la cima della Top Singoli e la prima canzone a essere certificata doppio platino per le 400 000 unità vendute dalla FIMI. Il 14 febbraio, nella quarta serata dedicata alle cover, ha duettato con Goran Bregović e la sua Wedding and Funeral Orchestra, cantando il brano Il pescatore di Fabrizio De André, classificatosi al quarto posto. Due giorni dopo, in occasione della finale, è stato dichiarato vincitore della kermesse. Pur avendo ottenuto il diritto di rappresentare l'Italia all'Eurovision Song Contest 2025, il 22 febbraio seguente ha comunicato ufficialmente la propria rinuncia; la possibilità è stata quindi concessa dalla Rai a Lucio Corsi, secondo classificato al festival.
Nel mese di aprile 2025 la rivista Forbes Italia lo ha inserito tra gli under 30 italiani che avranno maggiore impatto nel futuro per la categoria intrattenimento. Il 23 maggio è uscito a sorpresa il suo nuovo singolo Depresso fortunato, già presentato in anteprima il 4 maggio durante il suo concerto live a Torino.

## Stile e influenze musicali
Dedito alla musica fin da piccolo, Olly ha rivelato di essersi ispirato musicalmente a diversi artisti internazionali, tra cui i Fugees, Post Malone, Young Thug e Roddy Ricch, e italiani, tra cui Marracash e Tedua. I suoi lavori attingono al genere contemporary R&B, hip hop, pop e urban.

## Controversie
Nel 2023 il cantante è stato accusato di omofobia a seguito della circolazione sui social network di un video riguardante un freestyle da lui eseguito nel 2019, all'età di diciotto anni, in cui adotta termini offensivi nei confronti degli omosessuali e associa la comunità LGBT all'AIDS. Il cantante ha risposto alle accuse scusandosi per il fatto accaduto, con la rimozione del video dalle piattaforme.
Il cantante è stato inoltre accusato di incitamento alla violenza contro le donne attraverso i propri brani, tra cui Mai e poi mai, il cui testo riporta Il giorno che la trovo o / La sposo o la ucciderò / Se non può stare qui, sicuro / Non la lascio a te. In seguito all'omicidio di Giulia Cecchettin, Olly ha modificato il testo in Il giorno che la trovo o / La sposo o la lascio andare / Se non può stare qui / Per me può far quel che le pare durante il concerto tenutosi nel locale Fabrique di Milano. In un'intervista concessa al Corriere della Sera il rapper ha affermato: «Quel brano l'ho scritto a 17 anni, dopo il primo amore, una storia folle. Avevo idealizzato tantissimo quel rapporto. E quella rima lì era un'iperbole, una metafora estrema. Già al tempo chi lavorava con me mi disse che era troppo, ma io ho sempre tenuto fede al momento della scrittura. [...] mi sentivo a disagio a cantare quella rima e ho pensato a dieci frasi diverse con cui sostituirla. Poi in live mi si è spento il cervello, e quella nuova rima mi è venuta spontanea. C'è stato chi mi ha accusato di piegarmi alla censura o di cercare il consenso popolare. Io non cambierei mai il testo perché ho rispetto della persona che l'ha scritto. Ma ho avuto la maturità emotiva di pensare che fosse sbagliato cantare quella canzone in quel modo».

## Discografia
- 2023 – Gira, il mondo gira (con Jvli)
- 2024 – Tutta vita (con Jvli)

## Tournée
- 2023 – Il mondo gira tour
- 2024/25 – Lo rifarò, lo rifaremo tour
- 2025/26 – Tutta vita tour

## Partecipazioni a manifestazioni canore
- Festival di Sanremo (Rai 1)
  - 2023 – 24º posto con Polvere
  - 2025 – 1º posto sezione "Campioni" con Balorda nostalgia
- Sanremo Giovani (Rai 1)
  - 2022 – 2º posto con L'anima balla

## Riconoscimenti
- Festival di Sanremo
  - 2025 – Vincitore della 75ª edizione con Balorda nostalgia[5]
- Forbes Italia
  - 2025 – Inserimento tra gli under 30 italiani di maggiore impatto nel futuro nella categoria "Intrattenimento"[57][58]
- MTV New Generation
  - 2021 – Candidatura all'artista del mese per Lego[23][24]
- Videoclip Italia Awards
  - 2024 – Candidatura al miglior montaggio per Tutto con te[69]
  - 2024 – Candidatura al miglior styling per Tutto con te[69]
  - 2024 – Candidatura al miglior color granding per Tutto con te[69]